# Carolyn D. Meadows

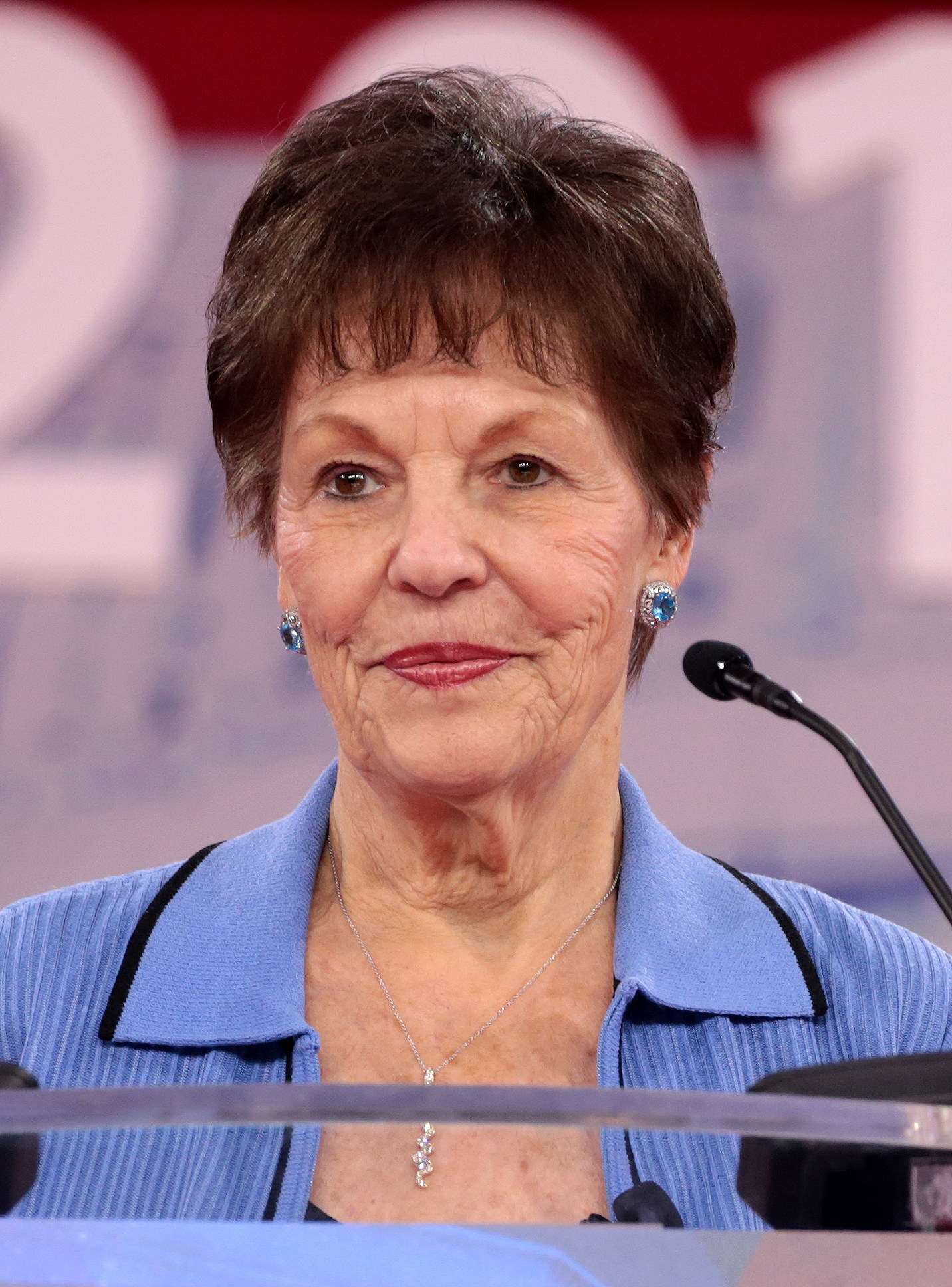
Carolyn D. Meadows (2018)

Carolyn Dodgen Meadows (* 1938 in Cobb County, Georgia als Carolyn Dodgen) ist eine US-amerikanische konservative Aktivistin. Von 2019 bis 2021 war sie Präsidentin der National Rifle Association (NRA) als Nachfolger von Oliver North. Zuvor arbeitete sie bei Lockheed-Martin.
Meadows wuchs im Cobb County, Georgia auf. Sie machte 1956 ihren Abschluss an der Sprayberry High School und besuchte anschließend die Georgia State University. Seit 1964 ist sie in der Republikanischen Partei aktiv und war 12 Jahre lang die nationale Vorsitzende von Georgia. Sie wurde 2003 Mitglied des Vorstands der National Rifle Association und war deren zweite Vizepräsidentin, bevor sie 2019 zur NRA-Präsidentin gewählt wurde. Außerdem war sie zweite stellvertretende Vorsitzende des Vorstands der American Conservative Union (ACU) und Vorsitzende des Verwaltungsrats der Stone Mountain Memorial Association. Als Nachfolger von Meadows wurde Charles L. Cotton zum Präsidenten der NRA gewählt.
Sie wohnt in Marietta, Georgia und hat mit ihrem Mann Bob drei Söhne und sieben Enkelkinder.